# Grand Prix-seizoen 1927
Het Grand Prix-seizoen 1927 was het derde Grand Prix-jaar waarin het wereldkampioenschap voor constructeurs werd verreden. Om in aanmerking te komen voor dit kampioenschap moesten constructeurs in ten minste twee Grands Prix deelnemen. Het seizoen begon op 6 maart en eindigde op 28 oktober na vijf races voor het wereldkampioenschap en 31 andere races.

## Kalender

### Wereldkampioenschap
| Ronde | Datum       | Grand Prix       | Circuit         | Winnaar        | Constructeur | Verslag |
| ----- | ----------- | ---------------- | --------------- | -------------- | ------------ | ------- |
| 1     | 30 mei      | Indianapolis 500 | Indianapolis    | George Souders | Duesenberg   | verslag |
| 2     | 3 juli      | Frankrijk        | Linas-Montlhéry | Robert Benoist | Delage       | verslag |
| 3     | 31 juli     | Spanje           | Lasarte         | Robert Benoist | Delage       | verslag |
| 4     | 4 september | Italië/Europa    | Monza           | Robert Benoist | Delage       | verslag |
| 5     | 1 oktober   | Groot-Brittannië | Brooklands      | Robert Benoist | Delage       | verslag |

### Niet-kampioenschapsraces
| Datum        | Land             | Racenaam                      | Circuit         | Winnaar            | Constructeur  | Verslag |
| ------------ | ---------------- | ----------------------------- | --------------- | ------------------ | ------------- | ------- |
| 6 maart      | Italië           | Grand Prix van Tripoli        | Tripoli         | Emilio Materassi   | Bugatti       | verslag |
| 13 maart     | Frankrijk        | Opening Grand Prix            | Linas-Montlhéry | Robert Benoist     | Delage        | verslag |
| 20 maart     | Italië           | Pozzo Circuit                 | Pozzo           | Gaspare Bona       | Bugatti       | verslag |
| 27 maart     | Frankrijk        | Grand Prix van Provence       | Miramas         | Louis Chiron       | Bugatti       | verslag |
| 24 april     | Italië           | Targa Florio                  | Madonie         | Emilio Materassi   | Bugatti       | verslag |
| 8 mei        | Italië           | Messina Cup                   | Messina         | Antonio Caliri     | Bugatti       | verslag |
| 8 mei        | Italië           | Alessandria Circuit           | Alessandria     | Gaspare Bona       | Bugatti       | verslag |
| 15 mei       | Italië           | Savio Circuit                 | Ravenna         | Gaspare Bona       | Bugatti       | verslag |
| 27 mei       | Frankrijk        | Grand Prix van Bourgondië     | Dijon           | Raymond Leroy      | Bugatti       | verslag |
| 29 mei       | Italië           | Perugia Cup                   | Perugia         | Emilio Materassi   | Itala         | verslag |
| 12 juni      | Italië           | Grand Prix van Rome           | Parioli         | Tazio Nuvolari     | Bugatti       | verslag |
| 12 juni      | Frankrijk        | Grand Prix van Picardië       | Péronne         | Philippe Auber     | Bugatti       | verslag |
| 12 juni      | België           | Thuin Circuit                 | Thuin           | Joseph Reynartz    | Bugatti       | verslag |
| 19 juni      | Duitsland        | Eifelrennen                   | Nürburgring     | Rudolf Caracciola  | Mercedes-Benz | verslag |
| 19 juni      | Italië           | Bologna Prize                 | Bologna         | Emilio Materassi   | Bugatti       | verslag |
| 2 juli       | Frankrijk        | ACF Free For All Race         | Linas-Montlhéry | Albert Divo        | Talbot        | verslag |
| 2 juli       | Frankrijk        | Sporting Commission Cup       | Linas-Montlhéry | André Boillot      | Peugeot       | verslag |
| 10 juli      | Frankrijk        | Grand Prix de la Marne        | Reims-Gueux     | Philippe Étancelin | Bugatti       | verslag |
| 25 juli      | Spanje           | Grand Prix van San Sebastián  | Lasarte         | Emilio Materassi   | Bugatti       | verslag |
| 6 augustus   | Italië           | Coppa Acerbo                  | Pescara         | Giuseppe Campari   | Alfa Romeo    | verslag |
| 7 augustus   | Frankrijk        | Grand Prix du Comminges       | Saint-Gaudens   | François Eysermann | Bugatti       | verslag |
| 14 augustus  | Italië           | Coppa Montenero               | Montenero       | Emilio Materassi   | Bugatti       | verslag |
| 25 augustus  | Frankrijk        | Grand Prix van La Baule       | La Baule        | George Eyston      | Bugatti       | verslag |
| 4 september  | Italië           | Grand Prix van Milaan         | Monza           | Pietro Bordino     | Fiat          | verslag |
| 10 september | Frankrijk        | Grand Prix van Boulogne       | Boulogne        | Malcolm Campbell   | Bugatti       | verslag |
| 18 september | Duitsland        | Solituderennen                | Solitudering    | August Momberger   | Bugatti       | verslag |
| 18 september | België           | Thuin Circuit                 | Thuin           | Freddy Charlier    | Bugatti       | verslag |
| 9 oktober    | Italië           | Garda Circuit                 | Salò            | Tazio Nuvolari     | Bugatti       | verslag |
| 15 oktober   | Groot-Brittannië | Junior Car Club 200 mijlsrace | Brooklands      | Malcolm Campbell   | Bugatti       | verslag |
| 16 oktober   | Frankrijk        | Grand Prix van Salon          | Linas-Montlhéry | Michel Doré        | La Licorne    | verslag |
| 28 oktober   | Italië           | Apuano Circuit                | Carrara         | "Niccoli"          | Bugatti       | verslag |

1894 · 1895 · 1896 · 1897 · 1898 · 1899 · 1900 · 1901 · 1902 · 1903 · 1904 · 1905 · 1906 · 1907 · 1908 · 1909 · 1910 · 1911 · 1912 · 1913 · 1914 · 1915 · 1916 · Eerste Wereldoorlog · 1919 · 1920 · 1921 · 1922 · 1923 · 1924 · 1925 · 1926 · 1927 · 1928 · 1929 · 1930 · 1931 · 1932 · 1933 · 1934 · 1935 · 1936 · 1937 · 1938 · 1939 · 1940-1945 (Tweede Wereldoorlog) · 1946 · 1947 · 1948 · 1949 
 Lijst van Grand Prix-wedstrijden voor 1950